# الزاب الصغير
الزاب الصغير نهر تقع منابعه في شمال غربي إيران ويمتد لمسافة 402 كم داخل العراق، وهو ثالث روافد نهر دجلة، ويصب في نهر دجلة شمال مدينة بيجي بعد مروره بمنطقة التون كوبري، وهو أهم الموارد المائية في محافظة كركوك حيث تعتبر مياهه المصدر الأساس لمياه الشرب، ولقد أطلق عليه السومريون اسم "زابو شيالو"، وتتسع أجزاء من أحواضه في إيران، ويستمر إلى سروشتا، وديانا، ورانية، وقلعة دزه، حيث بني هناك سد دوكان سنة 1958، لإنتاج الطاقة الكهربائية للمنطقة، ويتميز بانحداره بين الوديان التي تصلح لبناء السدود، فقد بني سد منخفض في منطقة الدبس، بعد مروره ببلدة التون كوبري، وتفرعت منه قناة الحويجة لريّ سهولها منذ عقد الخمسينات من القرن العشرين، وتم توصيل مياهه بخط أنابيب لشركة النفط.

## المسار
يبدأ نهر الزاب الصغير من الجبال في العراق على ارتفاع حوالي 3000 متر (9800 قدم) فوق مستوى سطح البحر. في مناطقها العليا، تحدد مجرى الزاب الصغير من خلال توجيه السلاسل الجبلية الرئيسية التي تشكل زاغروس. وبالتالي، يتدفق النهر عبر وديان تتجه بشكل أساسي على محور شمال غرب - جنوب شرق، متوازيًا مع سلاسل الجبال الرئيسية في زاغروس، قبل أن يغير اتجاهه فجأة عند قطعه لهذه السلاسل في خانات ضيقة. على طول الطريق، يجمع المياه التي تتدفق من الجانب الشرقي لجبال قنديل، التي تشكل الآن الحدود بين إيران والعراق.:62 يدخل الزاب الصغير سهل الرافدين جنوب دوكان، حيث يتخذ أولاً مسارًا غربياً تقريبًا قبل أن يتحول إلى الجنوب الغربي النابع من بلدة ألتون كوبري، ويتحد مع نهر دجلة بالقرب من بلدة الزاب. تنضم معظم الروافد إلى منبع الزاب الصغير من دوكان، وأكبرها هو نهر باني ونهر قەڵا چوالان. كما تنضم عدد من الجداول الصغيرة إلى الزاب الصغير في سهل رانية، المغمور جزئيًا الآن ببحيرة دوكان.
قدمت تقديرات مختلفة لطول الزاب الصغير: 380 كيلومترًا (240 ميلًا)، 400 كيلومتر (250 ميلًا) و456 كيلومترًا (283 ميلًا). لفترة قصيرة، يشكل الزاب الصغير الحدود بين إيران والعراق، وعلى مجراه السفلي يشكل أيضًا الحدود بين محافظة أربيل ومحافظة السليمانية، وبين محافظتي أربيل وكركوك. يُغذى النهر بالذوبان الثلجي والأمطار، مما يؤدي إلى ذروة التدفق في الفترة من فبراير إلى مايو. تُسجل مستويات منخفضة من المياه في الفترة من يوليو إلى أكتوبر. متوسط تصريف الزاب الصغير هو 197.8 متر مكعب (6990 قدم مكعب) في الثانية، في حين أن الحد الأقصى المسجل هو 3420 متر مكعب (121000 قدم مكعب) في الثانية. يبلغ متوسط التصريف السنوي 7.2 كيلومتر مكعب (1.7 ميل مكعب). بسبب طبيعته الطوفانية، وصف الجغرافيون العرب في العصور الوسطى الزاب الصغير، وكذلك الزاب الكبير، بأنه "مملوك شيطاني".

## حوض التصريف
يغطي حوض تصريف الزاب الصغير مساحة تتراوح بين 21475 و 22250 كيلومتر مربع (8292–8591 ميل مربع)؛ من الموقع الذي تم فيه إنشاء سد دوكان، تبلغ مساحته 11700 كيلومتر مربع (4500 ميل مربع). يقع الجزء الأكبر من الحوض (74%) داخل الحدود العراقية؛ بينما يقع الباقي في إيران. من الشمال، يحده حوض الزاب الكبير، بينما من الجنوب يجاوره أحواض أنهار العظيم وديالى. تتكون السلاسل الجبلية المتوازية لزاغروس من طيات جيرية ترتفع إلى ارتفاعات تزيد عن 3000 متر (9800 قدم). لقد ملأت تآكل المياه وادي الزاب الصغير ومنطقة السفوح جنوب غرب زاغروس بطبقات من الحصى والخرسانة والرمل الحجري. يعتبر سهل رانيا أكبر وادٍ في حوض تصريف الزاب الصغير، وثاني أكبر وادٍ في زاغروس العراق بعد شهرزور.
يعبر الزاب الصغير مناطق مناخية وإيكولوجية متنوعة للغاية. تتناقص كمية الأمطار السنوية على طول مجرى النهر من أكثر من 1000 ملليمتر (39 إنش) في الزاغروس الإيراني إلى أقل من 200 ملليمتر (7.9 إنش) عند التقاءه مع دجلة بالقرب من الزاب. تتبع درجات الحرارة المتوسطة تدرجًا مشابهًا، حيث تعاني وديان الجبال عمومًا من شتاء أبرد من السفوح، بينما يكون الصيف في الأخيرة أكثر حرارة. في زاغروس الاعلى، يمكن تمييز ثلاثة نظم بيئية مختلفة. خط الأشجار يقع عند حوالي 1800 متر (5900 قدم)؛ فوقه تسود الأعشاب والشجيرات. كانت الغطاء النباتي السائد بين 1800 و 610 متر (5910 و 2000 قدم) هو غابة البلوط المفتوحة، لكن لم يتبقَّ الكثير من هذا الغطاء الأصلي. تتسم وديان النهر بالنباتات التي تفضل المياه، وكانت المناطق المستنقعية في الماضي – في غياب الصرف – عرضة للملاريا. على الرغم من أن منطقة السفوح، وخاصة سهل أربيل، مُزروعة بشكل كثيف، إلا أن بقعًا من الغطاء النباتي الطبيعي لا تزال موجودة، مع الأعشاب من جنس فلوميس التي تُعد شائعة جدًا.

## التعديلات على النهر
تم إنشاء سدين على الزاب الصغير في العراق بينما تقوم إيران حاليًا بإنشاء سد واحد مع تخطيط لإنشاء اثنين آخرين. السدين في العراق هما سد دوكان وسد الدبس. تم بناء سد دوكان بين 1957 و 1961 كسد قوسي متعدد الأغراض ينبع من بلدة دوكان. يبلغ ارتفاع قمة السد 116 مترًا (381 قدمًا) فوق مجرى النهر (516 مترًا (1693 قدم) فوق مستوى سطح البحر) وطوله 360 مترًا (1180 قدمًا). وتتمثل وظائفه في تنظيم تدفق الزاب الصغير، وتخزين المياه للري في خزان المياه (بحيرة دوكان) وتوفير الطاقة الكهرمائية. تبلغ السعة التخزينية القصوى لخزان السد 6.97 كيلومتر مكعب (1.67 ميل مكعب). نظرًا لأن الفيضانات في بحيرة دوكان ستؤدي إلى غمر العديد من المواقع الأثرية، تم إجراء مسح أثري وحفريات إنقاذ في المنطقة المهددة – خاصة في مواقع تل شمشارة وتل بازموسيان. يقع سد الدبس على بعد حوالي 130 كيلومترًا (81 ميلًا) ينبع من التقاءه مع دجلة، وتم بناؤه بين 1960 و 1965. السد الترابي بطول 376 مترًا (1234 قدمًا) وعرض 23.75 مترًا (77.9 قدمًا) ويقدم المياه لمشروع ري كركوك. حاليًا، يتم بناء سد سردشت في إيران. بدأت الأعمال الإنشائية في 2011 وعند الانتهاء، سيدعم السد الترابي الذي يبلغ ارتفاعه 116 مترًا (381 قدمًا) محطة طاقة بقدرة 120 ميجاوات. فوق سد سردشت، تخطط إيران لإنشاء سدود شيفاهان وغرجال بهدف رئيسي هو توليد الطاقة.
لقد حولت إيران ما يصل إلى 600,000,000 متر مكعب (2.1×10^10 قدم مكعب) من مياهها في جهود لاستعادة بحيرة أرومية. وهذا يتنافس مع الحاجة إلى المياه في منطقة كردستان في العراق.

## التاريخ
على الرغم من أن كردستان العراق ليست معروفة جيدًا من الناحية الأثرية، فإن الأدلة المتاحة تظهر أن الظروف البيئية الملائمة في الجزء العراقي من زاغروس جذبت الجماعات البشرية منذ عصور ما قبل التاريخ المبكرة. لم يتم العثور حتى الآن على مواقع أثرية من العصر الحجري القديم السفلي في الجزء العراقي من جبال زاغروس، لكن تم التعرف عليها في الجانب الإيراني حيث وُجدت العديد من المواقع الكهفية خلال المسوحات الأثرية. تأتي المعلومات حول ما قبل التاريخ المبكر في منطقة الزاب الصغير من الحفريات التي قام بها المعهد الشرقي في المواقع الأثرية شرق كركوك وجنوب الزاب الصغير. أقدم دليل على وجود البشر في هذه المنطقة يأتي من موقع باردا بالكا، حيث وُجدت أدوات حجرية تعود إلى العصر الحجري القديم المتأخر.
تؤكد الأبحاث الأثرية في أماكن أخرى من زاغروس أهمية هذه المنطقة لصيادي وجامعي الثمار الأوائل كما يتضح من الاكتشافات في كهف شانيدار في حوض الزاب الكبير. تم العثور مؤخرًا على أدوات حجرية من العصر الموسيتري، التي استخدمها البشر الحديثون تشريحيًا، في أربيل، بين الزاب الصغير والزاب الكبير. كما توجد مواقع مفتوحة وكهفية تشهد على ثقافة الزارزيان، التي تمتد عبر فترتي العصر الحجري العلوي والنهائي. بعد الزارزيان، تحول التركيز إلى المواقع المفتوحة حيث بدأت الاتجاهات نحو تدجين النباتات والحيوانات. يُعتقد أن تدجين الماعز حدث أولاً في هذه المنطقة من زاغروس. كان جَرْمُو، وهو تل شرق كركوك، مجتمعًا قرويًا من العصر الحجري الحديث يمارس الزراعة وتربية الحيوانات. يظهر الفخار منذ مراحل الاحتلال المبكرة؛ في مراحلها اللاحقة، يشبه الفخار من حضارة حسونة. يمكن أيضًا تأريخ الاحتلال المبكر لتل شمشارة، في سهل رانيا، إلى هذه الفترة. أظهرت الأعمال الأثرية في سهل رانية أن هذه المنطقة كانت محتلة خلال فترات عبيد وأوروك ونيفيت، تقريبًا من منتصف الألفية السادسة إلى منتصف الثالثة قبل الميلاد. تأتي الأدلة لهذه الفترات أيضًا من قلعة أربيل.
تدخل المنطقة التاريخ في نهاية الألفية الثالثة قبل الميلاد، عندما ذُكرت أربيل باسم أوربيلوم من قبل الملك شولجي من سلالة أور III. منذ ذلك الحين، أصبح حوض الزاب الصغير متشابكًا بشكل متزايد في شؤون امبراطوريات بلاد الرافدين المتعاقبة التي سعت للسيطرة على جبال زاغروس. في الألفية الثانية قبل الميلاد، شن الملك شمشي أدد من بلاد الرافدين العليا الحرب على أرض قبرستان، التي كانت على الأرجح تقع على طول المجرى السفلي للزاب الصغير، وأقام حاميات في المدن التي تم غزوها. تُظهر أرشيفات الألواح الطينية الموجودة في تل شمشارة (الذي يُعتقد أنه شوشرا القديمة) أن الحاكم المحلي غير ولاءه وأصبح تابعًا لشامشي أدد. خلال القرن الرابع عشر قبل الميلاد، كانت المنطقة جزءًا من مملكة ميتاني، حيث أدت المواقع مثل نوزي وتل الفخار، جنوب الزاب الصغير، إلى اكتشاف أرشيفات من الألواح الطينية لهذه الفترة. خلال القرنين الثاني والأول قبل الميلاد، كانت منطقة الزاب الصغير السفلى في قلب الإمبراطوريات الآشورية الوسطى والآشورية الحديثة. بعد سقوط الإمبراطورية الآشورية الحديثة، انتقلت السيطرة على زاغروس أولاً إلى الميديين، ثم إلى الإمبراطورية الأخمينية في عام 550 قبل الميلاد. تم هزيمة آخر حكام الأخمينيين، داريوس الثالث، على يد الإسكندر الأكبر في معركة غوغميلا شمال العراق، وبعد وفاة الإسكندر في عام 323، انتقلت المنطقة إلى خلفائه السلوقيين.